# 등산의 목적
등산의 목적(Purpose of hiking)은 한국에서 제작된 조형운 감독의 2016년 멜로/로맨스, 드라마 영화이다. 진혜경 등이 주연으로 출연하였다.

## 출연

### 주연
- 진혜경
- 홍성인

### 조연
- 장희관
- 이채담